# Подводные лодки типа X
Подводные лодки типа X — серия немецких больших подводных лодок, разработанных в 1938 году в качестве минных заградителей с большим радиусом действия. Всего в 1939-1944 годах было построено 8 подводных минных заградителей по модифицированному проекту XB.

## Конструкция
Обладая полным водоизмещением в 2710 тонн, лодки типа XB стали самыми большими германскими субмаринами. Большие размеры привели к недостаточной скорости погружения и плохой управляемости.

## Вооружение
Основным вооружением лодки были 66 мин SMA в 30 минных шахтах, расположенных вдоль бортов. При использовании лодок в качестве транспортов контейнеры для груза либо размещались в самих шахтах, либо были приварены над шахтами, в любом случае не позволяя нести груз мин. Носовых торпедных аппаратов у лодки не было, а к двум кормовым аппаратам был боезапас в 15 торпед.
Артиллерийское вооружение состояло из палубного орудия калибра 105 мм с боезапасом в 200 выстрелов. Противовоздушная оборона осуществлялась при помощи двух зенитных орудий: калибра 37 мм и 20 мм.

## Представители
В 1939-1944 годах на верфи «Германиаверфт» в Киле было построено 8 подводных минных заградителей по модифицированному проекту XB. Шесть из них были потоплены, в том числе четыре — со всеми экипажами. Две — пережили войну: U-219 была интернирована японскими войсками, а U-234 — сдалась американскому эсминцу USS Sutton.
| Обозначение | Годы постройки | Судьба                                           |
| ----------- | -------------- | ------------------------------------------------ |
| U-116       | 1939-1941      | пропала без вести в 1942                         |
| U-117       | 1939-1941      | потоплена в 1943                                 |
| U-118       | 1939-1941      | потоплена в 1943, 16 выживших                    |
| U-119       | 1939-1941      | потоплена в 1943                                 |
| U-219       | 1940-1943      | захвачена японцами в 1945, переименована в I-505 |
| U-220       | 1940-1943      | потоплена в 1943                                 |
| U-233       | 1940-1943      | потоплена в 1944, 29 выживших                    |
| U-234       | 1940-1944      | капитулировала 16 мая 1945                       |